# Superman és Lois
A Superman és Lois amerikai szuperhős televíziós sorozat, amelyet Todd Helbing és Greg Berlanti alkotott meg a The CW számára. Főszerepben Tyler Hoechlin és Elizabeth Tulloch, mint Superman és Lois Lane, a Daily Planet újságírója. A sorozat az Arrowverse része, megosztva a folytonosságot a franchise többi televíziós sorozatával.
A sorozatot 2019 októberében jelentették be, és 2020 januárjában rendelték be az első évadot. A forgatás várhatóan 2020 októberétől 2021 májusáig tart. A Superman & Lois premierjét 2021 januárjában tervezik.
2021. március 30.-tól Supergirl 6. évada kerül adásba, 2021. május 18.-tól új időpontban folytatódik az első évad.

## Szereplők és karakterek
| Színész            | Szerep                                  | Magyar hang                                                                      | Évad | Megjegyzés |
| ------------------ | --------------------------------------- | -------------------------------------------------------------------------------- | ---- | --- |
| Tyler Hoechlin     | Kal-El / Clark Kent / Superman          | Szatory Dávid                                                                    | 1-4  | A kriptoni szuperhős, aki megvédi a Földet, Lois férje, Jonathan és Jordan Apja, Kara Danvers unokatestvére                  |
| Elizabeth Tulloch  | Lois Lane                               | Mórocz Adrienn                                                                   | 1-4  | A Daily Planet újságírója, Clark felesége                                                                                    |
| Jordan Elsass      | Jonathan Kent                           | Czető Ádám                                                                       | 1-2  | Clark és Lois szerény és jószívű fia.                                                                                        |
| Michael Bishop     | Jonathan Kent                           | Czető Ádám                                                                       | 3-4  | Clark és Lois szerény és jószívű fia.                                                                                        |
| Alexander Garfin   | Jordan Kent                             | Baráth István                                                                    | 1-4  | Clark és Lois intelligens fia, aki szociális szorongásban van és egyedül játszik videojátékokkal                             |
| Dylan Walsh        | Samuel Lane                             | Rosta Sándor                                                                     | 1-4  | Lois apja és egy semmitmondó, munkamániás tábornok, aki elhatározta, hogy Amerikát és a világot minden fenyegetéstől megóvja |
| Emmanuelle Chriqui | Lana Lang                               | Huszárik Kata                                                                    | 1-4  | Clark Kent régi barátja |
| Erik Valdez        | Kyle Cushing                            | Varga Gábor                                                                      | 1-4  | Lana férje és Smallville tűzoltóparancsnoka, aki élvezi az életét egy kisvárosban élve, és óvakodik a nagyobb városoktól     |
| Wolé Parks         | John Henry Irons/ Luthor kapitány/Steel | Makranczi Zalán                                                                  | 1-4  | Titokzatos látogató, aki bebizonyította, hogy a világnak már nincs szüksége Supermanre.                                      |
| Adam Rayner        | Morgan Edge / Tal-Rho                   | Kárpáti Levente                                                                  | 1-2  | Az EdgeCorp Tulajdonosa, Superman Kryptoni testvére                                                                          |
| Inde Navarrette    | Sarah Cushing                           | Rudolf Szonja                                                                    | 1-4  | Kyle és Lana lánya, aki barátkozik a Kent fiúkkal.                                                                           |
| Tayler Buck        | Natalie Lane Irons                      | Jelinek Éva (2. évad) Koller Virág (3x01-3x07, 4. évad) Ruszkai Szonja (3x08-13) | 2-4  | John Henry Irons lánya |
| Michael Cudlitz    | Lex Luthor                              | Schneider Zoltán                                                                 | 3-4  | Superman ellensége aki 17 év után szabadult a börtönből                                                                      |
| Yvonne Chapmann    | Amanda Mcoy                             | Ligeti Kovács Judit                                                              | 4    | Lex Luthor Asszisztense |

## Epizódok
| Évad | Évad | Részek száma | Részek száma | Eredeti sugárzás  | Eredeti sugárzás    | Eredeti adó | Magyar sugárzás   | Magyar sugárzás     | Magyar adó |
| Évad | Évad | Részek száma | Részek száma | Évadbemutató      | Évadzáró            | Eredeti adó | Évadbemutató      | Évadzáró            | Magyar adó |
| ---- | ---- | ------------ | ------------ | ----------------- | ------------------- | ----------- | ----------------- | ------------------- | ---------- |
|      | 1.   | 15           | 15           | 2021. február 23. | 2021. augusztus 17. | The CW      | 2021. május 2.    | 2021. október 10.   | HBO Go     |
|      | 2.   | 15           | 15           | 2022. január 11.  | 2022. június 28.    | The CW      | 2022. április 15. | 2022. augusztus 13. | HBO Max    |
|      | 3.   | 13           | 13           | 2023. március 14. | 2023. június 27.    | The CW      | 2023. július 11.  | 2023. július 11.    | HBO Max    |
|      | 4.   | 10           | 10           | 2024. október 7.  | 2024. december 2.   | The CW      | 2024. október 16. | 2024. december 11.  | HBO Max    |

## Fordítás
Ez a szócikk részben vagy egészben  a   Superman & Lois című angol Wikipédia-szócikk ezen változatának fordításán alapul.  Az eredeti cikk szerkesztőit annak laptörténete sorolja fel. Ez a jelzés csupán a megfogalmazás eredetét és a szerzői jogokat jelzi, nem szolgál a cikkben szereplő információk forrásmegjelöléseként.